# Pyrrhargiolestes
Pyrrhargiolestes – rodzaj ważek z rodziny Argiolestidae.

## Zasięg występowania
Rodzaj obejmuje gatunki występujące na Nowej Gwinei oraz położonych na wschód od niej wyspach należących do Papui-Nowej Gwinei. Występują od poziomu morza do 1800 m n.p.m.

## Morfologia
Należą tu średnio-duże gatunki o efektownych pomarańczowych i czerwonych kolorach na twarzy, odnóżach i tułowiu.

## Systematyka
Rodzaj ten wprowadzili w 2013 roku entomolodzy Vincent J. Kalkman i Günther Theischinger przy okazji rewizji rodziny Argiolestidae wydzielonej przez nich z Megapodagrionidae. Autorzy zaliczyli do rodzaju 7 gatunków, w tym 2 nowo przez siebie opisane i 5 zaliczanych wcześniej do rodzaju Argiolestes; jako gatunek typowy wskazali Argiolestes sidonia.

### Etymologia
Pyrrhargiolestes: gr. pyrrhos „płomienny”, w odniesieniu do jaskrawoczerwonych i pomarańczowych kolorów wielu gatunków; nazwa rodzaju Argiolestes.

### Podział systematyczny
Do rodzaju należą następujące gatunki:
- Pyrrhargiolestes angulatus (Theischinger & Richards, 2007)
- Pyrrhargiolestes aulicus (Lieftinck, 1949)
- Pyrrhargiolestes kula (Englund & Polhemus, 2007)
- Pyrrhargiolestes lamington Kalkman & Theischinger, 2013
- Pyrrhargiolestes sidonia (Martin, 1909)
- Pyrrhargiolestes tenuispinus (Lieftinck, 1938)
- Pyrrhargiolestes yela Kalkman & Theischinger, 2013